# Santiago (Norte de Santander)
Santiago es un municipio colombiano ubicado en el departamento de Norte de Santander. Fue fundado por Juan de Villabona, el 25 de julio de 1623 y ascendido como municipio según Ord. N.º 039 del 22 de mayo de 1911 emanada por la Asamblea departamental. El municipio yace en la región central del departamento, a 450 m s. n. m., a 33 km de Cúcuta (capital departamental). La región es bañada por el río Pedro Alonso, hoy Peralonso, tributario del Zulia que lo bordea por el oriente sirviendo de frontera con el municipio de Durania. Su área es de 173 km² y su población total para 2015 fue cercana a los 3 mil habitantes. 
Su economía se basa en la explotación de carbón, la agricultura, el turismo y la ganadería.

## Fundación Mítica
Según cuenta la leyenda, Vivía en el cercano municipio de Salazar de las Palmas, un rico terrateniente llamado Ignacio Romero Camacho. Hacía varios días que don Ignacio se despertaba a mitad de la noche atormentado por un sueño, en el sueño, él se encontraba sólo a mitad de la nada, y de pronto la tierra empezaba a rugir, un ruido ensordecedor que asustaba a Don Ignacio, al punto el cielo se abría y un trueno le susurraba cosas inentendibles, pare ese punto Don Ignacio Romero despertaba.
Decidido a buscar una respuesta y aprovechando una feria en la ciudad de Cúcuta, en la que vendería un ganado, decidió ir a visitar al Obispo para encontrar respuestas.
En el camino, algunas de las reses que traía para comerciar, se escaparon de los arrieros que la traían y  se perdieron entre la maraña de árboles  que bordeaba el camino.Estando en la búsqueda de las mismas, se separó del grupo de sus empleados y se halló de repente, solitario en un claro al margen del precioso Río Peralonso,una vez  allí escuchó el tintineo de una campanita, Don Ignacio, atento vio como una sutil niebla empezó a envolver el lugar, y de repente frente a él se apareció una imponente figura, un ruido ensordecedor llenó el ambiente, era el ruido de sus sueños, cayó preso de terror.
Ante él, estaba una caballero de tez morena y barba espesa,que vestía una brillante armadura,y cabalgaba un enorme caballo andaluz, en su brazo izquierdo portaba un escudo y en su mano el estandarte de Castilla y de León, en su mano derecha empuñaba una brillante espada que dirigía al cielo.
- No temas  Soy Santiago,  uno de los doce que acompañó al mesías,soy  hijo de Zebedeo,- Don Ignacio Romero Camacho estaba postrado en tierra, pasmado e inmóvil por el terror que sentía. No temas, repitió el caballero,  Quiero, que dones esta tierra, edifiques una iglesia donde se exponga mi imagen,  aquí florecerá un pueblo donde eternamente se me reverencie...  El terrateniente, recuperando su color y llenando de paz su interior ante aquellas palabras, preguntó por el origen de aquel ruido, El apóstol sonrió y le dijo, - Así nos decía el maestro, "Boanerges" o hijos del trueno, Anda Ignacio y no olvides lo que te estoy pidiendo. Así lo hizo Don Ignacio Romero Camacho... y fundó una Iglesia y un pueblo que Santiago, así se llamó.

## Ubicación
La posición astronómica del municipio de Santiago, según la latitud, está ubicada a los 7º 52’ de latitud norte. Según la longitud es de 72° 43’ de longitud oeste de Greenwich.
Superficie y límites
El municipio de Santiago, creado según Ord. N.º 39 del 22 de mayo de 1911, con una división político administrativa de  9 barrios y 13 Veredas, con una extensión territorial de 176.29 km², extensión área urbana: 0.29 km² y Extensión área rural: 176Km2.
Sus límites geográficos son: 
Norte con los municipios de Gramalote y El Zulia.
Sur con el municipio de Salazar; 
Oriente con el municipio de San Cayetano y Durania 
Occidente con el municipio de Gramalote.

### Vías de acceso.
El municipio de Santiago dentro de su red vial cuenta con una vía primaria que es la Vía Cúcuta - Santiago con una distancia de 33 km. En términos generales, la vía principal se encuentra en condiciones regulares de mantenimiento.
Actualmente existen once carreteables en la parte rural, estas vías necesitan de un mantenimiento constante, tanto las de la red principal como las de la parte rural para que ofrezcan mejores condiciones de transitabilidad. 
Las vías interurbanas del municipio son dos calles principales y dos secundarias, con 7 avenidas, las cuales se encuentran todas pavimentadas en condición aceptable. 
La Cabecera Municipal se encuentra con relación a la Capital del Departamento a una distancia por carretera de 33 km.

### Contexto demográfico
Población total
En el municipio de Santiago la población estimada para el 2015 fue de 2823 habitantes la mayoría de la población es rural con un total de 1465 habitantes equivalente al 51.9 %, y 1358 que equivalen al 48.1 % habitantes en el área urbana. 
De acuerdo con su extensión territorial la densidad poblacional de Santiago es de 17.6 habitantes por km² 
El municipio no cuenta con pertenencia étnica.
Población por área de residencia municipio de Santiago 2015
| Municipio | Población Urbana | Población Urbana | Población Rural | Población Rural | Población Total | Grado de Urbanización |
| Municipio | Población        | Porcentaje       | Población       | Porcentaje      | Población Total | Grado de Urbanización |
| SANTIAGO  | 1358             | 48.1%            | 1465            | 51.9%           | 2823            | %                     |

Fuente. DANE. Proyecciones de población
Número de viviendas: en el municipio de Santiago existen 638 viviendas que albergan 863 familias con un promedio de 4 habitantes por vivienda. 
Las viviendas del municipio de Santiago se caracterizan por presentar en su mayoría los siguientes aspectos: muros en tapia pisada y bareque, techo en teja de barro o zinc y pisos de baldosa.

## Características biofísicas

### Relieve.
La altura sobre el nivel del mar comprende desde los 1000 m s. n. m. hasta los 1798 m s. n. m. Comprende un relieve fuertemente ondulado entre los 25% a 50 %. 

### Micro cuenca hidrográfica.
El área pertenece a la cuenca del Río Zulia.